# Krzysztof Krystowski
Krzysztof Krystowski (ur. 1 lipca 1972 w Siemiatyczach) – polski ekonomista, menedżer i urzędnik państwowy, podsekretarz i sekretarz stanu w Ministerstwie Gospodarki w latach 2003–2005.

## Życiorys
Ukończył studia na Wydziale Zarządzania i Informatyki Uniwersytetu Ekonomicznego we Wrocławiu. Uzyskał tytuł MBA na Wyższej Szkole Zarządzania Polish Open University i Oxford Brookes University, a także ukończył studia doktoranckie w Szkole Głównej Handlowej w Warszawie. Od 1994 do 1995 był wiceprzewodniczącym Federacji Młodych Unii Pracy. Od 1995 do 2003 pracował w Grupie Impel, w 2001 został Dyrektorem Marketingu i Strategii Grupy. W 2002 roku został prezesem zarządu spółki zajmującej się outsorcingiem.
W latach 2003–2005 był wiceministrem w resorcie gospodarki, odpowiadał za konkurencyjność i innowacyjność gospodarki, nadzór nad jednostkami badawczo-rozwojowymi oraz Urzędem Patentowym RP, a także za restrukturyzację przemysłu obronnego i lotniczego oraz za offset. Reprezentował wówczas Unię Pracy. 
W latach 2004–2006 był przewodniczącym rady Fundacji „Centrum Innowacji” FIRE zajmującej się pomocą małym i średnim przedsiębiorstwom innowacyjnym. W latach 2006–2012 pracował jako menadżer w Grupie Avio – globalnej firmie przemysłu lotniczego (od 2008 Prezes Avio Polska). Był także członkiem Rady Głównej PKPP Lewiatan oraz Narodowej Rady Ekologicznej przy Prezydencie RP, jak również Rady Przemysłowo – Obronnej przy Ministrze Obrony Narodowej.
Prezes zarządu Grupy Bumar i Polskiego Holdingu Obronnego w latach 2012–2013.. W 2015 r. został prezesem i dyrektorem zarządzającym PZL-Świdnik, a od stycznia 2016 r.  do stycznia 2019 r. był wiceprezesem Leonardo Helicopter Division.  Prezes zarządu Związku Pracodawców Klastry Polskie i prezes zarządu Śląskiego Klastra Lotniczego oraz wiceprezydent Pracodawców RP w latach 2016 - 2020. 
Obecnie Dyrektor Generalny Northrop Grumman Polska.
W 2015 został odznaczony Złotym Krzyżem Zasługi.
Ma trzech synów i córkę.